# 6.º Comando de Defensa Aérea
El 6.º Comando de Defensa Aérea (6. Luftverteidigungs-Kommando) fue una unidad de la Luftwaffe durante la Segunda Guerra Mundial.

## Historia
Fue formado el 1 de agosto de 1938 en Hamburg. El 1 de agosto de 1939 es redesignado como 3.º Comando de Defensa Aérea. Fue reformado el 1 de agosto de 1939 en Hannover, a partir del 2.º Comando de Defensa Aérea. El 1 de septiembre de 1941 es reasignado a la 6.ª División Antiaérea.

## Comandante
- Teniente general Ottfried Sattler – (1 de agosto de 1938 – 1 de agosto de 1939)
- Mayor general Alexander Kolb – (1 de agosto de 1939 – 29 de febrero de 1940)
- Mayor general Wolfgang Rüter – (29 de febrero de 1940 – 30 de septiembre de 1940)
- Teniente general Job Odebrecht – (5 de octubre de 1940 – 1 de septiembre de 1941)

### Jefes de operaciones (Ia)
- Mayor Curt Röhr – (13 de noviembre de 1939 – 13 de abril de 1940)
- Mayor Joachim Schneider – (13 de abril de 1940 – 1 de septiembre de 1941)

## Orden de batalla

### Unidades del 15 de noviembre de 1938
- 6.º Regimiento Antiaéreo en Hamburg-Altona con:
  - I./6.º Regimiento Antiaéreo en Hamburg-Altona
  - III./6.º Regimiento Antiaéreo en Hamburg
  - 76.º Batallón Ligero Antiaéreo en Hamburg-Altona
- 26.º Regimiento Antiaéreo en Bremen-Nord con:
  - I./26.º Regimiento Antiaéreo en Bremen-Nord
  - II./26.º Regimiento Antiaéreo en Oldenburg
  - III./26.º Regimiento Antiaéreo en Hannover
- 36.º Regimiento Antiaéreo en Wolfenbüttel con:
  - I./36.º Regimiento Antiaéreo en Wolfenbüttel
  - Batería Pesada Antiaéreo en Aschersleben
  - Batería Pesada Antiaéreo en Hannover
  - III./36.º Regimiento Antiaéreo en Wolfenbüttel

Trasladado a Bruselas (Waterloo) en julio de 1940.
El 1 de agosto de 1941 en Bruselas (Waterloo) con:
- 8.º Regimiento Antiaéreo (Grupo Antiaéreo Rotterdam)
- 111.º Regimiento Antiaéreo (Grupo Antiaéreo Ámsterdam)
- 129.º Regimiento Antiaéreo (Grupo Antiaéreo Dunkirk)
- 132.º Regimiento Antiaéreo (Grupo Antiaéreo Boulogne)
- 431.º Regimiento Antiaéreo (Grupo Antiaéreo Lille)